# Halecia asperata
Halecia asperata es una especie de escarabajo del género Halecia, familia Buprestidae. Fue descrita científicamente por Bellamy en 1991.